# Tibolone
Il  tibolone è uno dei componenti dei modulatori enzimatici selettivi degli estrogeni (SERM), un principio attivo di indicazione specifica contro le complicanze dovute allo stato di menopausa, creato allo scopo di evitare gli effetti collaterali degli estrogeni. In particolare viene utilizzato per l'osteoporosi da menopausa e in caso di endometriosi

## Indicazioni
Viene utilizzato come terapia contro stati di carenza degli estrogeni, come in menopausa. Il Tibolone viene utilizzato come farmaco antifratturativo per il trattamento dell'osteoporosi post-menopausale.

## Meccanismo di azione
La capacità degli SERMs è quella di abbinare entrambe le caratteristiche degli estrogeni all'attività progestinica, in aggiunta il tibolone mostra anche un'attività androgenica, anche se meno marcata.
Tibolone, 3α-hydroxytibolone e 3β-hydroxytibolone agiscono come agonisti dei recettori degli estrogeni. Il tibolone e il suo metabolita δ4-tibolone agiscono come agonisti dei recettori del progesterone e degli androgeni, mentre il 3α-idrossitbolone e il 3β-idrossitbolone, al contrario, agiscono come antagonisti di questi recettori.
Rispetto ad altri progestinici, per il tibolone e i suoi metaboliti è stata trovata una moderata attività funzionale antiestrogenica (ossia un'attività progestinica), una moderata attività estrogenica, una elevata attività androgenica e nessuna attività clinicamente significativa di glucocorticoidi, antiglucocorticoidi, mineralcorticoidi o antimineralocorticoidi.
Il dosaggio del tibolone che inibisce l'ovulazione è di 2,5 mg / die.

## Controindicazioni
Sconsigliato in soggetti con epatopatie (malattie del fegato), da evitare in caso di gravidanza e allattamento materno, ma anche se in sede di anamnesi risulta positivo a qualche malattia di origine cardiovascolare. 

## Effetti indesiderati
Fra gli effetti indesiderati si riscontrano dolore addominale, leucorrea, mialgia, edema, cefalea, nausea, artralgia, ipertricosi, carcinoma mammario, artralgia . Anche Il peso viene influenzato negativamente.